# ميلوش تسريانيانسكي
ميلوش تسريانيانسكي ((بالسيريلية الصربية: Милош Црњански), يُنطق بالصربية الكرواتية: [mîloʃ tsrɲǎnski]؛ 26 أكتوبر 1893 – 30 نوفمبر 1977) كان كاتبًا وشاعرًا صربيًا من التيار التعبيري في الحداثة الصربية، كما عمل صحفيًا ودبلوماسيًا.

## السيرة الذاتية
وُلد ميلوش تسريانيانسكي في تشنغراد (في المجر الحالية)، لأسرة فقيرة انتقلت عام 1896 إلى تيميشفار (التي تُعرف اليوم باسم تيميشوارا في رومانيا). أنهى تعليمه الابتدائي في بانتشوفا (التي تُعرف اليوم بـبانتشيفو، صربيا)، وأكمل دراسته الثانوية في تيميشفار.
في عام 1912، التحق بأكاديمية التصدير في فيومي (اليوم رييكا، كرواتيا). وفي خريف العام التالي بدأ دراسة الرياضيات والفلسفة في فيينا.
مع اندلاع الحرب العالمية الأولى، تعرّض تسريانيانسكي للاضطهاد ضمن حملة النمسا العامة ضد الصرب، عقب اغتيال سراييفو الذي نفذه غافريلو برينسيب. لكنه لم يُسجن، بل جُنّد في الجيش النمساوي المجري وأُرسل إلى الجبهة في غاليسيا لمحاربة الإمبراطورية الروسية، حيث أُصيب في عام 1915.
أمضى فترة النقاهة في مستشفى عسكري بفيينا، وقبل نهاية الحرب أُرسل إلى الجبهة الإيطالية. بعد الحرب، بدأ دراسة الأدب المقارن في جامعة بلغراد، لكنه قطع دراسته لزيارة فيينا وميونخ وباريس، حيث قضى شتاء وربيع عام 1921 متنقلاً بين فرنسا وإيطاليا.
تخرّج من كلية الفلسفة عام 1922، ودرّس في المدرسة الثانوية الرابعة في بلغراد. كتب مقالات في مجلات وصحف مثل Ideje وبوليتيكا ‏ وVreme، حيث دعا إلى "الحداثة الجذرية"، مما أثار "نقاشات أدبية وسياسية محتدمة".
في عام 1928، سافر إلى برلين في مهمة شبه دبلوماسية بعد انضمامه إلى المكتب الصحفي المركزي للحكومة اليوغوسلافية.

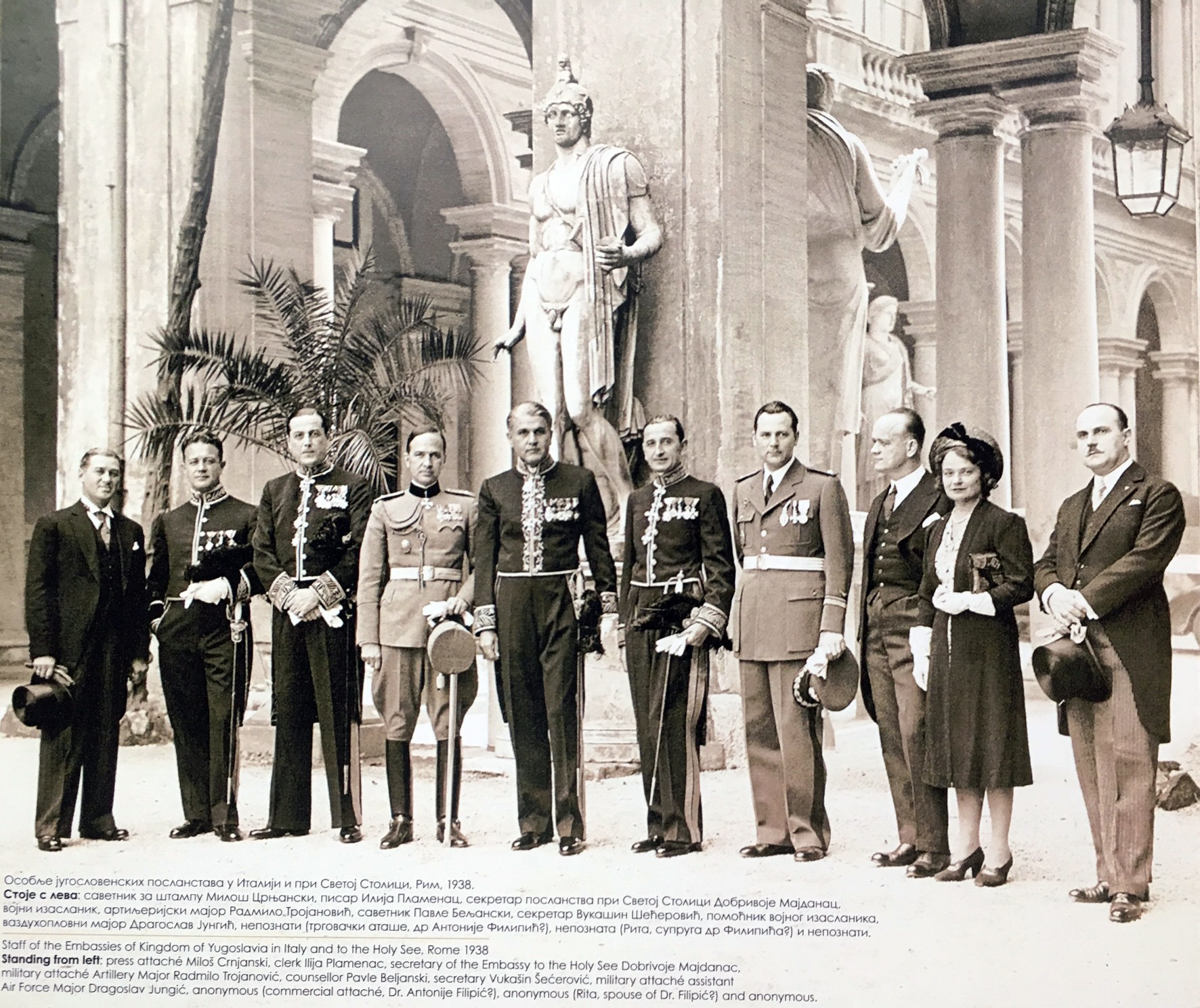
تسريانيانسكي مع أعضاء السفارة اليوغوسلافية في روما، 1939

التحق بالسلك الدبلوماسي لـمملكة يوغوسلافيا، وعمل في ألمانيا (1935–1938) ثم في إيطاليا (1939–1941)، قبل أن يُجلى إلى المملكة المتحدة خلال الحرب العالمية الثانية. عمل في وظائف بسيطة، ثم أصبح مراسلًا لمجلة أرجنتينية تُدعى El Economist.
خلال هذه الفترة كتب Druga knjiga Seoba (الكتاب الثاني عن الهجرة) وLament nad Beogradom (مرثية على بلغراد). عاد إلى بلغراد بعد 20 عامًا من المنفى في عام 1965، وبعدها بوقت قصير نشر Sabrana dela u 10 tomova (الأعمال الكاملة في 10 مجلدات). وفي عام 1971 حصل على جائزة نين المرموقة عن روايته Roman o Londonu (رواية عن لندن).
توفي تسريانيانسكي في بلغراد عن عمر ناهز 84 عامًا في 30 نوفمبر 1977. ودُفن في زقاق المواطنين المتميزين في مقبرة بلغراد الجديدة.
يُعتبر تسريانيانسكي أحد كلاسيكيات الأدب الصربي من قِبل الباحثين والجمهور على حد سواء.